# Wielopłetwiec senegalski
Wielopłetwiec senegalski (Polypterus senegalus) – gatunek słodkowodnej ryby z rodziny wielopłetwcowatych. Spotykana w dużych akwariach.

## Charakterystyka
Duża ryba drapieżna, łagodna w stosunku do ryb, których nie jest w stanie pożreć, czasem agresywna w stosunku do pobratymców.

## Podgatunki
- Polypterus senegalus meridionalis Cuvier, 1829
- Polypterus senegalus senegalus Poll, 1941

### Polypterus senegalus meridionalis
Występowanie: dorzecze rzeki Kongo w Afryce.
Ciało prawie cylindryczne, oliwkowo-szare, pokryte łuskami ganoidalnymi (55-59 łusek w linii bocznej). U młodych osobników występują trzy ciemne pasy na bokach ciała. Szczęki tej samej długości. Płetwa grzbietowa podzielona na 9-10 części. Płetwa piersiowa nie sięga podstawy płetwy grzbietowej. Osiąga do 70 cm długości.

### Polypterus senegalus senegalus
Występowanie: Nil i zachodnia Afryka.
Ciało cylindryczne, oliwkowe, brzuch jasny. Płetwy szare. Górna szczęka zwykle nieco wysunięta, czasem szczęki równe. Płetwa grzbietowa podzielona na 8-11 części. Płetwa piersiowa nie sięga podstawy płetwy grzbietowej. U młodych osobników występują trzy ciemne pasy na bokach ciała, zanikające z wiekiem.
Osiąga do 50 cm długości.